# عبد الله تراوري (لاعب كرة قدم)
عبد الله تراوري (بالفرنسية: Abdoulaye Traoré)‏ (29 نوفمبر 1974 - ) هو لاعب كرة قدم مالي في مركز الوسط، شارك في كأس الأمم الأفريقية 1998. ولعب مع الاتحاد الرياضي للقوات المسلحة البوركيني.

## وصلات خارجية
- عبد الله تراوري على موقع قاعدة بيانات كرة القدم.إي يو (الإنجليزية)
- عبد الله تراوري على موقع ناشيونال فوتبول تيمز (الإنجليزية)